# Круцик, Роман Николаевич
Рома́н Никола́евич Кру́цик (укр. Роман Миколайович Круцик; 6 июля 1945, Яблонов — 23 декабря 2023) — народный депутат Украины 2-го созыва, председатель Киевской городской организации Украинского добровольного историко-просветительского правозащитного благотворительного общества «Мемориал» им. Стуса.

## Биография
Окончил Львовский техникум железнодорожного транспорта и юридический факультет Львовского государственного университета им. И. Франко. С 1968 по 1990 год работал помощником машиниста, затем машинистом паровоза, тепловоза, дизельного поезда.
С 1988 года — член УХС, председатель первого в Ивано-Франковской области организации «Мемориал»; позже — председатель Ивано-Франковской областной организации общества «Мемориал». Работал над исследованием массовых захоронений жертв коммунистических репрессий в урочище Демьянов Лаз в Ивано-Франковской области.
1989—1991 — председатель Комитета содействия УГКЦ.
1992 — был одним из основателей Конгресса украинских националистов (КУН), возглавил Ивано-Франковскую областную организацию КУН.
Май 1994 — избран народным депутатом Украины от Рогатинского избирательного округа.
На парламентских выборах 1998 года баллотировался в Верховную Раду (№ 15 по списку блока «Национальный фронт», в состав которого входил КУН). «Национальный фронт» не преодолел проходной барьер, и Роман Круцик в парламент не попал.
С 1999 года возглавляет Киевскую городскую организацию Украинского добровольного историко-просветительского правозащитного благотворительного-ва «Мемориал» им. Стуса.
Во время парламентских выборов 2006 года занимал шестое место в избирательном списке ВО «Свобода».
2006—2007 — исполнял обязанности заместителя председателя Украинского института национальной памяти.
В 2007 году при его активном участии в Киеве создан Музей советской оккупации Украины, и Роман стал его директором.